# Нова Куликовка
Нова Куликовка (рос. Новая Куликовка) — село в Новомаликлинському районі Ульяновської області Російської Федерації.
Населення становить 189 осіб. Входить до складу муніципального утворення Висококолковське сільське поселення.

## Історія
Від 2004 року входить до складу муніципального утворення Висококолковське сільське поселення.

## Населення
| 2010 |
| ---- |
| 189  |